# Frankendoodle
Frankendoodle(укр. Кривулька) — 14b серія 2 сезону мультсеріалу «Губка Боб Квадратні Штани». Вийшла 21 січня 2002 року у США, 22 вересня 2010 на телеканалі «QTV», 6 березня 2018 на телеканалі «ПлюсПлюс», 28 березня 2018 на телеканалі «ТЕТ».

## Сюжет
На початку серії над океаном малює художник. Та у нього з вислизує олівець. І він падає біля Губки Боба і Патріка.
Вони почали малювати малюнок, та він ожив. Вони зрозуміли що це чарівний олівець. Вони малювали. Доки не вирішили зробити жарт над Сквідвардом. Вони намалювали Губку Боба(Кривульку). Та Кривулька виявився сильним. Він побив Свідварда, після чого втік і забрав олівець.
Губка Боб і Патрік знайшли намальований дім-ананас, який намалював собі Кривулька. Та він намалював яму, у яку падають вони. Коли вони звідти вибралися, то вони стали сидіти біля камня, чекаючи момент щоб напасти на нього. Та Кривулька їх побачив, й закинув у те місце де лежить олівець. Губка Боб скористався ластиком й стер Кривульку.
Та від Кривульки залишилася рука. Вона прокралася в дім Губки Боба, й за допомогою олівця намалювала Кривульку. Він хоче стерти Боба, та він став на лист бумаги, після чого Боб захлопнув Кривульку. На наступний день Боб вішає малюнок з Кривулькою на стіну, та закидує олівець назад, на землю.
Потім олівець повертається до художника. Він хотів намалювати картину, та олівець зламався.

## Цікаві факти
- У цієї серії є продовження. Серія «Doodle Dimension» (укр. У світі Каракуль).